# Sommer-Paralympics 2012/Teilnehmer (Kenia)
| stlisierte Goldmedaille | stlisierte Silbermedaille | stlisierte Bronzemedaille |
| ----------------------- | ------------------------- | ------------------------- |
| 2                       | 2                         | 2                         |

Kenia entsandte zu den Paralympischen Sommerspielen 2012 in London 13 Sportler – zwei Frauen und elf Männer.

## Medaillen

### Medaillenspiegel
| Medaillenspiegel Kenia |                |                              |                           |                           |        |
| Platz                  | Sportart       | Goldmedaille – Olympiasieger | Silbermedaille – 2. Platz | Bronzemedaille – 3. Platz | Gesamt |
| 1                      | Leichtathletik | 2                            | 2                         | 2                         | 6      |
| Total                  | Total          | 2                            | 2                         | 2                         | 6      |

### Medaillengewinner

#### Gold
| Name                 | Sportart       | Wettkampf           |
| -------------------- | -------------- | ------------------- |
| Samwel Mushai Kimani | Leichtathletik | 1500 m Männer – T11 |
| Abraham Tarbei       | Leichtathletik | 1500 m Männer – T46 |

#### Silber
| Name        | Sportart       | Wettkampf           |
| ----------- | -------------- | ------------------- |
| David Korir | Leichtathletik | 1500 m Männer – T13 |
| David Korir | Leichtathletik | 800 m Männer – T13  |

#### Bronze
| Name           | Sportart       | Wettkampf              |
| -------------- | -------------- | ---------------------- |
| Henry Kirwa    | Leichtathletik | Marathon Männer – T 12 |
| Abraham Tarbei | Leichtathletik | 800 m Männer – T46     |

## Teilnehmer nach Sportart

### Leichtathletik
| Athleten                     | Wettbewerb                 | Vorlauf / Vorkampf | Vorlauf / Vorkampf | Halbfinale   | Halbfinale | Finale       | Finale | Rang   |
| Athleten                     | Wettbewerb                 | Zeit / Weite       | Rang               | Zeit / Weite | Rang       | Zeit / Weite | Rang   | Rang   |
| ---------------------------- | -------------------------- | ------------------ | ------------------ | ------------ | ---------- | ------------ | ------ | ------ |
| Frauen                       |                            |                    |                    |              |            |              |        |        |
| Hanah Ngendo Mwangi          | 100 m Frauen – T12         | 13,58 s            | 3                  | -            | -          |              |        |        |
| Hanah Ngendo Mwangi          | 200 m Frauen – T12         |                    |                    | -            | -          |              |        |        |
| Hanah Ngendo Mwangi          | 400 m Frauen – T12         | disqualifiziert    | -                  | -            | -          |              |        |        |
| Mary Nakhumicha Zakayo       | Kugelstoßen Frauen         |                    |                    | -            | -          |              |        |        |
| Mary Nakhumicha Zakayo       | Diskuswurf Frauen – F57/58 |                    |                    | -            | -          |              |        |        |
| Mary Nakhumicha Zakayo       | Speerwurf Frauen – F57/58  |                    |                    | -            | -          |              |        |        |
| Männer                       |                            |                    |                    |              |            |              |        |        |
| Henry Nzungi Mwendo          | 200 m Männer – T12         |                    |                    | -            | -          |              |        |        |
| Henry Nzungi Mwendo          | 400 m Männer – T12         | 52,67 s            | 4                  | -            | -          |              |        |        |
| David Korir                  | 800 m Männer – T13         |                    |                    | -            | -          |              |        |        |
| Stanley Cheruiyot            | 800 m Männer – T46         |                    |                    | -            | -          |              |        |        |
| Jonah Kipkemoi Chesum        | 800 m Männer – T46         |                    |                    | -            | -          |              |        |        |
| Abraham Tarbei               | 800 m Männer – T46         |                    |                    | -            | -          |              |        |        |
| Immanuel Kipkosgei Cheruiyot | 1500 m Männer – T11        | disqualifiziert    | -                  | -            | -          |              |        |        |
| Henry Kirwa                  | 1500 m Männer – T13        |                    |                    | -            | -          |              |        |        |
| David Korir                  | 1500 m Männer – T13        | 3:52,96 min        | 1                  | -            | -          |              |        |        |
| Abraham Tarbei               | 1500 m Männer – T46        | 3:59,79 min        | 1                  | -            | -          |              |        |        |
| Stanley Cheruiyot            | 1500 m Männer – T46        | 4:01,58 min        | 5                  | -            | -          |              |        |        |
| Jonah Kipkemoi Chesum        | 1500 m Männer – T46        | 3:59,72 min        | 2                  | -            | -          |              |        |        |
| Samwel Mushai Kimani         | 1500 m Männer – T46        | 4:09,44 min        | 1                  | -            | -          | 3:58,37      | 1      | Gold   |
| Wilson Bii                   | 5000 m Männer – T11        |                    |                    | -            | -          |              |        |        |
| Immanuel Kipkosgei Cheruiyot | 5000 m Männer – T11        |                    |                    | -            | -          |              |        |        |
| Henry Kirwa                  | 5000 m Männer – T12        |                    |                    | -            | -          | 14:20,76 min | 3      | Bronze |
| Francis Thuo Karanja         | 5000 m Männer – T46        |                    |                    | -            | -          |              |        |        |
| Henry Wanyoike               | Marathon Männer – T 12     |                    |                    | -            | -          |              |        |        |